# الشيخ الشاذلي
قرية الشيخ الشاذلي هي إحدى القرى التابعة لمدينة مرسى علم في محافظة البحر الأحمر في جمهورية مصر العربية، حسب إحصاءات سنة 2018، بلغ إجمالي السكان في الشيخ الشاذلي 1,095 نسمة، منهم 555 رجل و 540 امرأة.